# Rodkov
Rodkov (německy Rotkau) je obec v okrese Žďár nad Sázavou v Kraji Vysočina. Leží přibližně tři kilometry jihozápadně od Bystřice nad Pernštejnem. Žije zde 109 obyvatel. 
V blízkosti obce stoupá k Bystřici nad Pernštejnem železniční trať Tišnovka (zprovozněna 1905, stoupání 23%) a v jižní části katastru pracuje úpravna uranové rudy DIAMO (od roku 1968).

## Historie
První písemná zmínka o Rodkově pochází z roku 1436 (Rodkov).

## Obyvatelstvo
| Rok            | 1869 | 1880 | 1890 | 1900 | 1910 | 1921 | 1930 | 1950 | 1961 | 1970 | 1980 | 1991 | 2001 | 2011 | 2021 |
| -------------- | ---- | ---- | ---- | ---- | ---- | ---- | ---- | ---- | ---- | ---- | ---- | ---- | ---- | ---- | ---- |
| Počet obyvatel | 319  | 275  | 276  | 244  | 268  | 267  | 221  | 185  | 190  | 168  | 131  | 97   | 93   | 102  | 99   |
| Počet domů     | 40   | 40   | 49   | 45   | 44   | 44   | 45   | 45   | 40   | 39   | 37   | 38   | 43   | 43   | 41   |

## Obecní správa a politika
V letech 1869–1959 Rodkov byl obcí v okrese Nové Město na Moravě (1869–1930) (v letech 1869–1900 Nové Město) a později v okrese Bystřice nad Pernštejnem. V letech 1960–1991 patřil jako část obce k Dolním Rožínkám a od 1. ledna 1992 je opět samostatnou obcí.

### Politika
V letech 2006–2010 působil jako starosta Petr Tomášek, v letech 2010–2014 tuto funkci vykonával Pavel Smolík. Od roku 2014 je starostou obce Oto Musil.

### Obecní symboly
Znak byl obci udělen rozhodnutím předsedy Poslanecké sněmovny Parlamentu České republiky dne 9. prosince 1996 a vlajka byla obci udělena rozhodnutím předsedy PSP ČR dne 12. května 1997.

## Školství a kultura
Mateřská ani základní škola tu není, za vzděláním děti dojíždějí do okolních vsí. Občané mají k dispozici kulturní dům, kde se pravidelně pořádají různé společenské akce. Ze spolků zde aktivně působí Sbor dobrovolných hasičů. Obec je součástí mikroregionu Bystřicko. 

### Sbor dobrovolných hasičů
Hasičský sbor vlastní historickou ruční stříkačku taženou koňmi, s níž se účastní různých oslav v okolí. Původní hasičská zbrojnice byla pro špatný stav zbourána a svépomocí znovu postavena v roce 1984. Na zbrojnici je ve zvoničce zavěšen zvonek s reliéfem svatého Floriána.

## Pamětihodnosti
Před obecním úřadem se nachází pomník obětem světových válek a komunistického režimu. V roce 1928 k desátému výročí vzniku republiky byl na návsi postaven pomník mužům padlým v první světové válce. V padesátých letech byl pomník vyvrácen a zahrnut do požární nádrže na toku Nedvědičky, která protéká obcí. V roce 1993 byl při odbahňování nádrže nalezen, vytažen z nádrže, vyčištěn a bylo rozhodnuto o jeho novém postavení. Nalezla se původní deska se jmény padlých z 1. světové války, byla připojena nová deska s 6 jmény obětí 2. světové války a další deska se dvěma jmény obětí komunistického režimu. Slavnostní odhalení a posvěcení pomníku proběhlo v roce 1994 při příležitosti stého výročí založení hasičského sboru v obci. V té době to byl asi první pomník obětem válek a totalitních režimů v ČR.

## Galerie

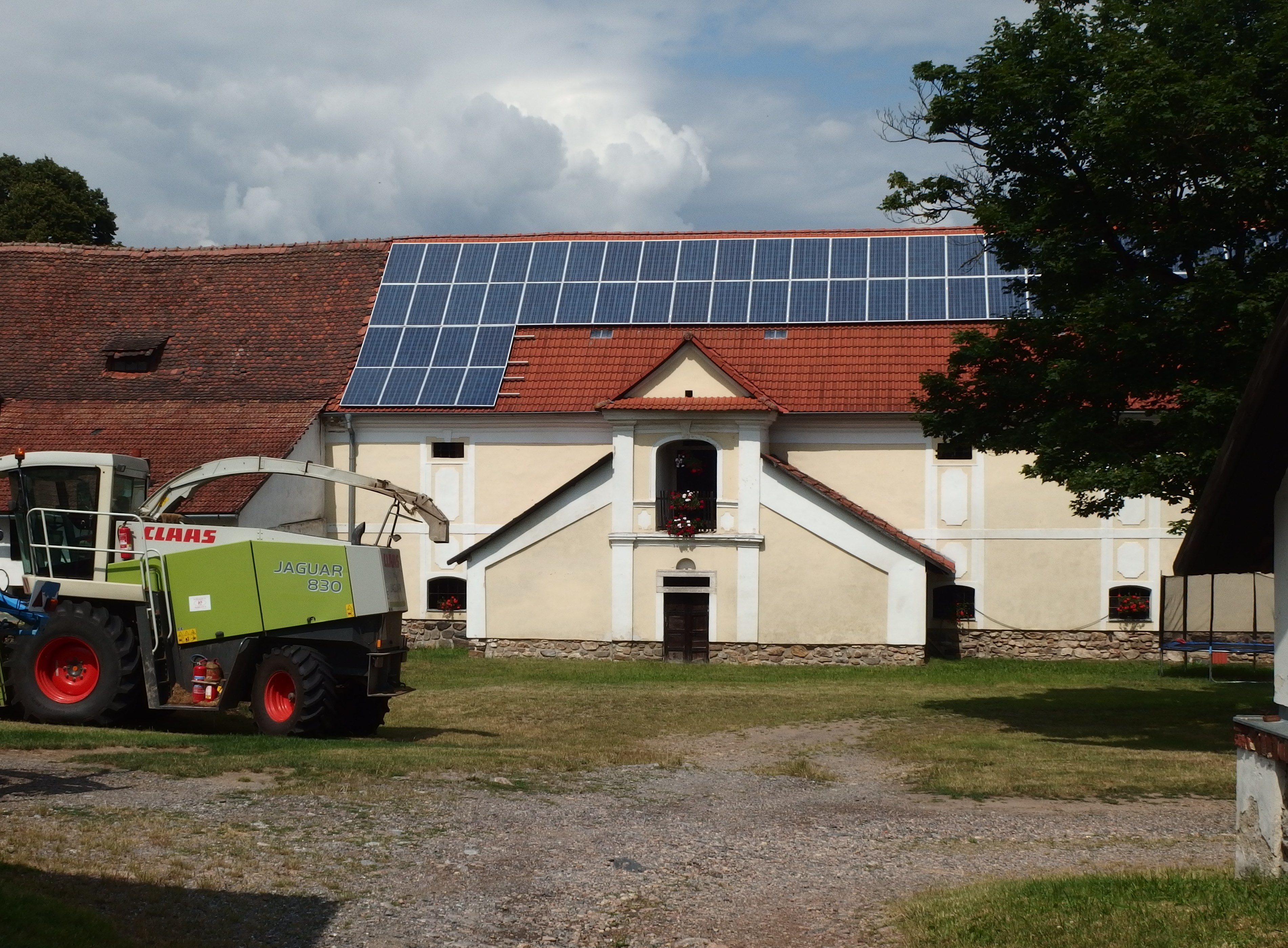
Zemědělský dvůr
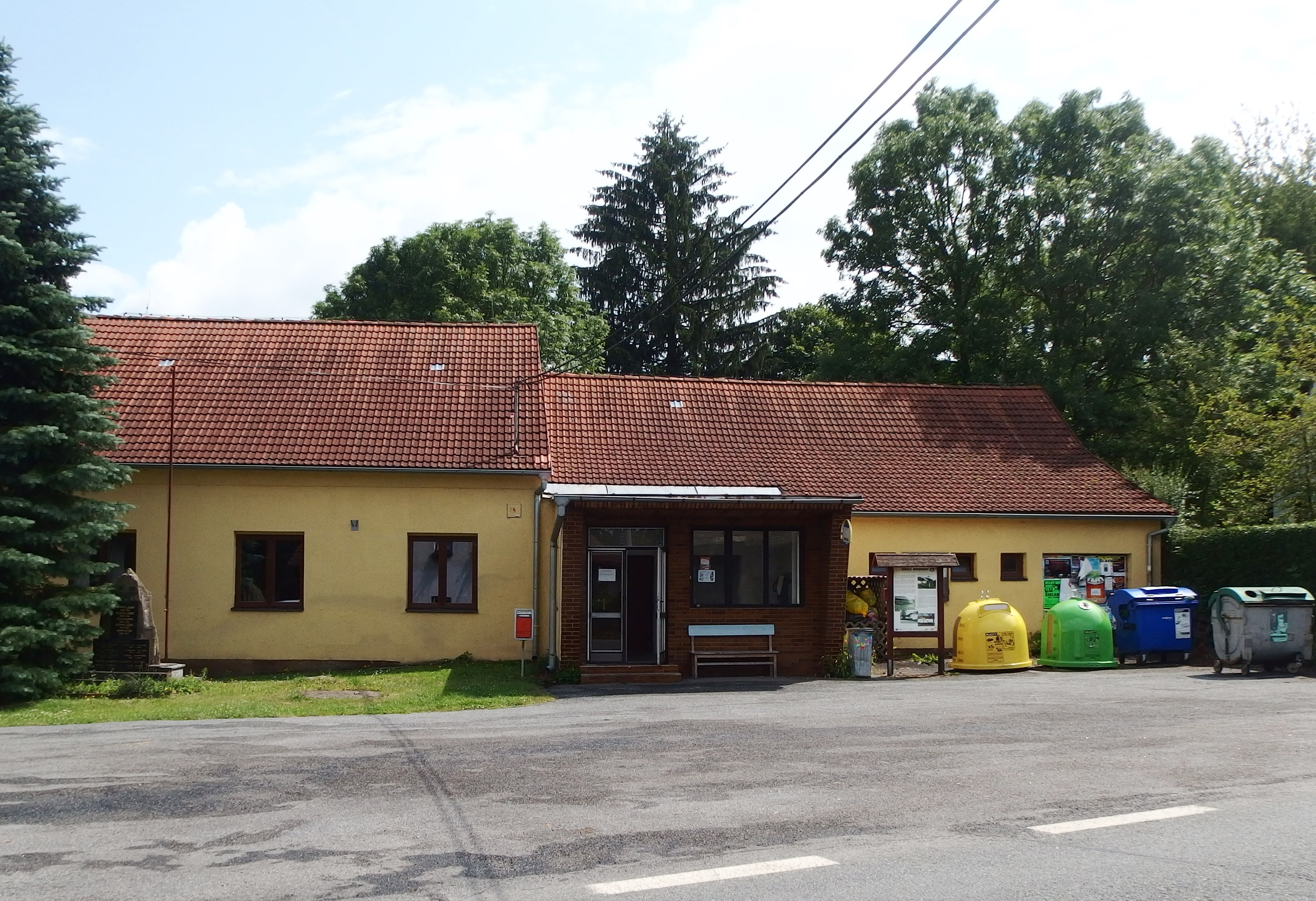
Obecní úřad
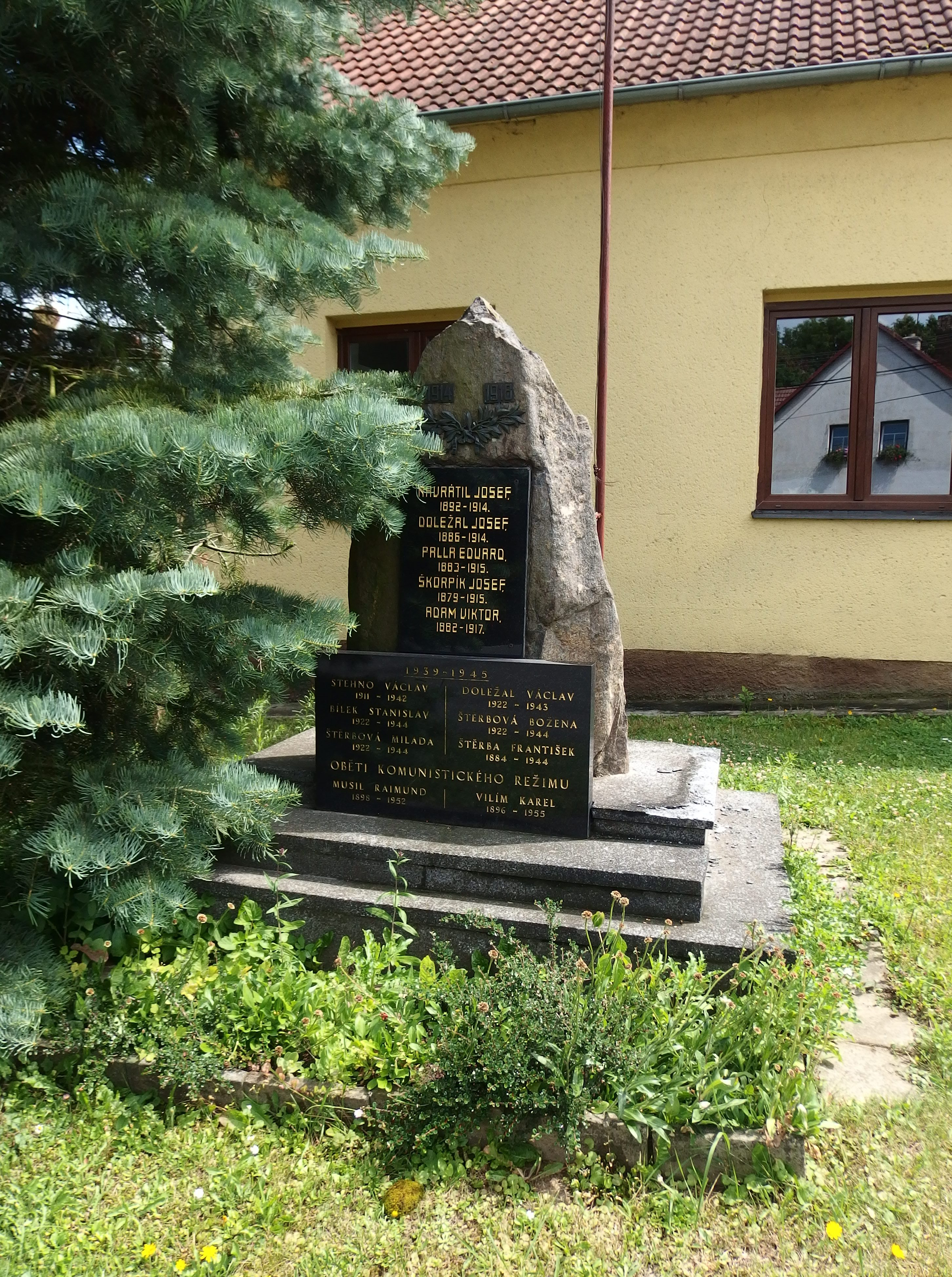
Pomník obětem obou světových válek a komunistického režimu
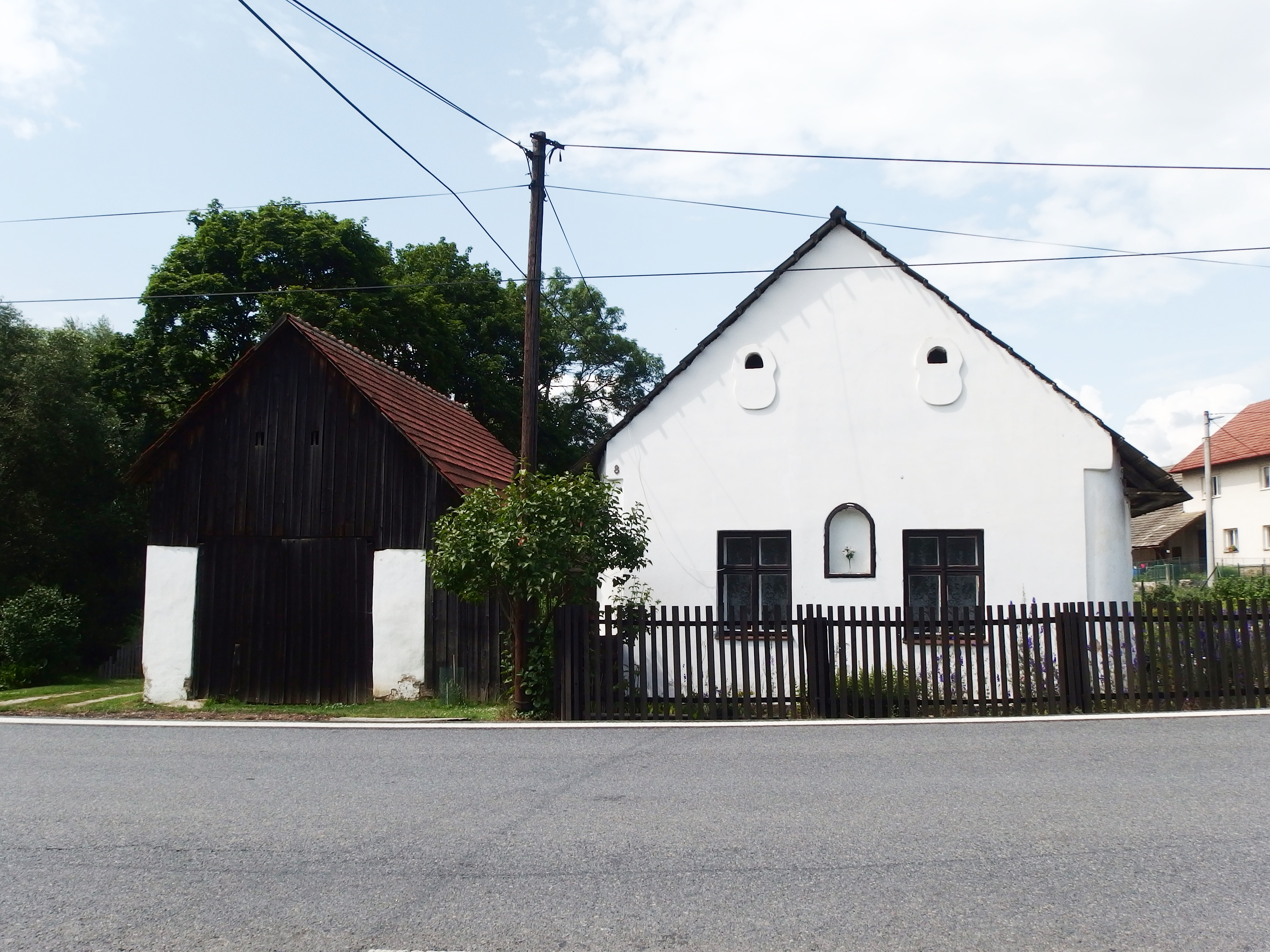
Dům č. p. 8